# Problèmes
Problèmes, en grec ancien Προβλήματα (traduit en latin Problemata physica), est une suite de textes écrits sous la forme de questions-réponses dont l'attribution à Aristote est discutée ; « il aurait rédigé le noyau principal de ce répertoire concernant la médecine, l'éthique et la philosophie naturelle ».
Cette compilation élaborée par l'École péripatétique, semble avoir évolué entre le IIIe siècle av. J.-C. et le VIe siècle puis prendre son aspect définitif au Moyen Âge. L'ouvrage est divisé par thèmes en 38 sections, et l'ensemble contient 890 problèmes. 
Ces textes ne doivent pas être confondus avec les Ethica problemata ou les Problemata inedita (édités par Hermann Usener) du pseudo-Alexandre d'Aphrodise, ni des Problemata Mechanica (en) d'un autre pseudo-Aristote,.

## Les huit traditions de textes
Les auteurs ayant participé au recueil dirigé par Pieter De Leemans et Michèle Goyens en 2006, identifient huit traditions différentes, et domaines de recherches philologiques.
- La version grecque des Problemata physica
- Les autres collections de Problemata en grec
- La tradition syriaque, puis arabe - de Hunayn ibn Ishaq (IXe siècle) et hébraïque - de Moses ibn Tibbon (1264)
- La littérature sur les Problemata médiévaux
- La version de Bartolomeo da Messina (vers 1260)
- La version de Pietro d’Abano (vers 1310)
- La version d'Évrart de Conty (vers 1380)
- Les versions de la Renaissance